# 1-я гвардейская мобильная бригада радиационной, химической и биологической защиты
1-я гвардейская мобильная бригада радиационной, химической и биологической защиты — формирование войск радиационной, химической и биологической защиты Вооружённых сил Российской Федерации. Бригада дислоцируется в Саратовской области.

## История
Сформирована в 1979 году на территории закрытого административно- территориального образования Шиханы в Саратовской области как 122-й мобильный отряд ликвидации последствий аварий летательных аппаратов с ядерной энергетической установкой на борту (в/ч 71432).
Отряд был предназначен для поиска и захоронения радиоактивных источников, образовавшихся в результате аварий с разрушением изделий, в состав которых они были конструктивно включены.
С 27 апреля 1986 г. в полном составе отряд принимал участие в ликвидации последствий аварии на Чернобыльской АЭС.
За мужество и самоотверженность, проявленные личным составом при выполнении работ в зоне отчуждения, часть была награждена вымпелом министра обороны СССР за мужество и воинскую доблесть.
Бригада участвовала в Первой чеченской войне и Второй чеченской войне. Во время первой войны погибло восемь военнослужащих бригады. Командиру огнемётного взвода бригады Илье Панфилову в 1995 году было присвоено звание «Герой Российской Федерации».
Военнослужащие бригады также участвовали в российской военной операции в Сирии.
25 января 2024 года бригаде присвоено почётное наименование «гвардейская» за массовый героизм и отвагу, стойкость и мужество проявленные личным составом бригады в боевых действиях по защите Отечества и государственных интересов в условиях вооружённых конфликтов.

## Состав
Организационно отряд состоит из следующих подразделений:
- Управление;
- Батальон радиационной, химической и биологической разведки;
- Батальон защиты;
- Рота управления;
- Инженерная рота;
- Взвод эвакуации и ремонта;
- Тяжелый огнеметный батальон;
- Батальон аэрозольного противодействия;
- Отряд (специального назначения)